# Robin Lord Taylor
Robin Lord Taylor est un acteur américain, né le 4 juin 1978 à Shueyville (Iowa). Il se fait connaître grâce à ses rôles dans Admis à tout prix (Accepted, 2006), Another Earth (2011) et Would You Rather (2012), ainsi que dans la série The Walking Dead et notamment Gotham, où il incarne Oswald Cobblepot, alias le Pingouin, un des plus dangereux ennemis de Batman.

## Biographie

### Jeunesse et formations
Robin Lord Taylor naît le 4 juin 1978 à Shueyville, dans l'Iowa. Jeune, après le lycée de Solon, il fréquente l'université Northwestern — il y partageait sa chambre avec Billy Eichner, d'où il sort diplômé en science du théâtre en 2000.

### Carrière
En 2005, Robin Lord Taylor commence sa carrière d'acteur, sous le pseudonyme de Robin Taylor, à la télévision, dans un épisode du feuilleton On ne vit qu'une fois (One Life to Live), puis dans la série policière New York, police judiciaire (Law & Order) — où il retournera pour deux épisodes, incarnant de différents personnages, en 2008 et 2010.
En janvier 2011, il fait partie de la distribution du film science-fiction Another Earth de Mike Cahill, dans le rôle de Jeff Williams, aux côtés de Brit Marling et William Mapother ; ce film est présenté en avant-première mondiale au festival du film de Sundance.
En février 2014, après être apparu dans un épisode de la quatrième saison de la série The Walking Dead, il est choisi pour incarner Oswald Cobblepot, alias le Pingouin dans la série Gotham,. En septembre, le magazine Esquire souligne que « sa performance dans le premier épisode s'est montrée exceptionnelle […], déroutante et multidimensionnelle » et The Wall Street Journal ajoute que « sa performance passionnée semble voler la vedette » « si bien que son rôle du Pingouin est spectaculaire. ».
En février 2019, il est appelé pour jouer Will Bettelheim dans la deuxième saison de la série de suspense You, diffusée sur Netflix,

### Vie privée
En novembre 2015, à la demande d'une journaliste de Glamour ayant remarqué son alliance, Robin Lord Taylor affirme qu'il est « marié depuis trois ans, après avoir été en couple pendant dix ans et demi. ». En avril 2015, il s'est ouvertement identifié comme homosexuel dans une diffusion pour baladeur The Nerdist Podcast de Chris Hardwick. En octobre 2016, il raconte avoir « grandi en surpoids et homosexuel (…) durant les années 1980 et 1990 ».

## Filmographie

### Longs métrages
- 2006 : The House Is Burning de Holger Ernst : Phil
- 2006 : Admis à tous prix (Accepted) de Steve Pink : Abernathy Darwin Dunlap
- 2008 : Assassinat d'un président (Assassination of a High School President) de Brett Simon : Alex Schneider
- 2008 : August d'Austin Chick : un employé
- 2009 : Last Day of Summer de Vlad Yudin : Jason
- 2010 : Sexy Dance 3D (Step Up 3D) de Jon M. Chu : l'enfant punk
- 2011 : Return de Liza Johnson : Vonnie
- 2011 : Another Earth de Mike Cahill : Jeff Williams
- 2011 : The Melancholy Fantastic d' A. D. Calvo : Dukken
- 2012 : Would You Rather de David Guy Levy : Julian
- 2013 : Quand tombe la nuit (Cold Comes the Night) de Tze Chun : Quincy
- 2016 : Full-Dress de Carlos Puga : Noah
- 2019 : John Wick Parabellum de Chad Stahelski : un administrateur au téléphone
- 2019 : The Long Home de James Franco : Lipscomb
- 2019 : The Mandela Effect de David Guy Levy : Matt
- 2023 : Ballad of a Hustler de Heitor Dhalia : Peter

#### Courts métrages
- 2005 : Jesus Children of America de Spike Lee : Mike
- 2006 : Pitch d'Ian Gelfand : Pete
- 2014 : Moving On de Marcia Fields et Michael Spear : Nick
- 2020 : Lost & Found d'Adam DeCarlo : Randy
- 2021 : Skeletons d'Adam DeCarlo : Christopher

### Téléfilm
- 2013 : Killing Lincoln d'Adrian Moat : le sergent Silas Tower Cobb

#### Séries télévisées
- 2005 : On ne vit qu'une fois (One Life to Live) : Jimmy (épisode 9361)
- 2005 : New York, police judiciaire (Law & Order) : Jared Weston (saison 15, épisode 19 : Sects)
- 2008 : Life on Mars : Jimmy (saison 1, épisode 3 : My Maharishi Is Bigger Than Your Maharishi)
- 2008 : New York, police judiciaire (Law & Order) : Dale (saison 18, épisode 17 : Personae non grata)
- 2010 : New York, police judiciaire (Law & Order) : Cedric Stuber (saison 20, épisode 16 : Innocence)
- 2012 : Person of Interest : Ajax (saison 1, épisode 15 : Blue Code)
- 2012 : The Good Wife : Brock Dalyndro (saison 4, épisode 10 : Battle of the Proxies)
- 2013 : New York, unité spéciale (Law & Order: Special Victims Unit) : Dylan Fuller (saison 14, épisode 21 : Traumatic Wound)
- 2013-2014 : The Walking Dead : Sam (2 épisodes)
- 2014 : Taxi Brooklyn : Sami (saison 1, épisode 4 : Precious Cargo)
- 2014-2019 : Gotham : Oswald Cobblepot (100 épisodes)
- 2016 : Gotham Stories : Oswald Cobblepot (5 épisodes)
- 2019 : You : Will (5 épisodes)
- 2022 : New York, crime organisé (Law & Order: Organized Crime) (5 épisodes) : Sebastian McClane

### Ludographie
- 2016 : Dishonored 2 : l'Outsider
- 2017 : Dishonored: Death of the Outsider : l'Outsider